# 潮位
潮位（ちょうい）とは、潮の満ち干きによって変化する海面の高さ。潮高ともいう。風浪や、うねりなどは除くものとする。英語ではTide levelと表記する。似た意味のものとして、海水準などがある。潮位は常に変動するため、平均値を求め平均海水面とする。（海水準参照）

## 概要
各地にある験潮場で験潮儀を用いて計測する。
潮位が関係してくるのは、漁業関係者を除けば、潮干狩りや海上にある観光地である。

### 潮汐・潮見表
広島県の宮島観光協会では、嚴島神社が海に浮かんで見える潮位の目安、大鳥居の根元まで歩いて行ける潮位の目安、潮干狩りに適する潮位の目安を案内している。

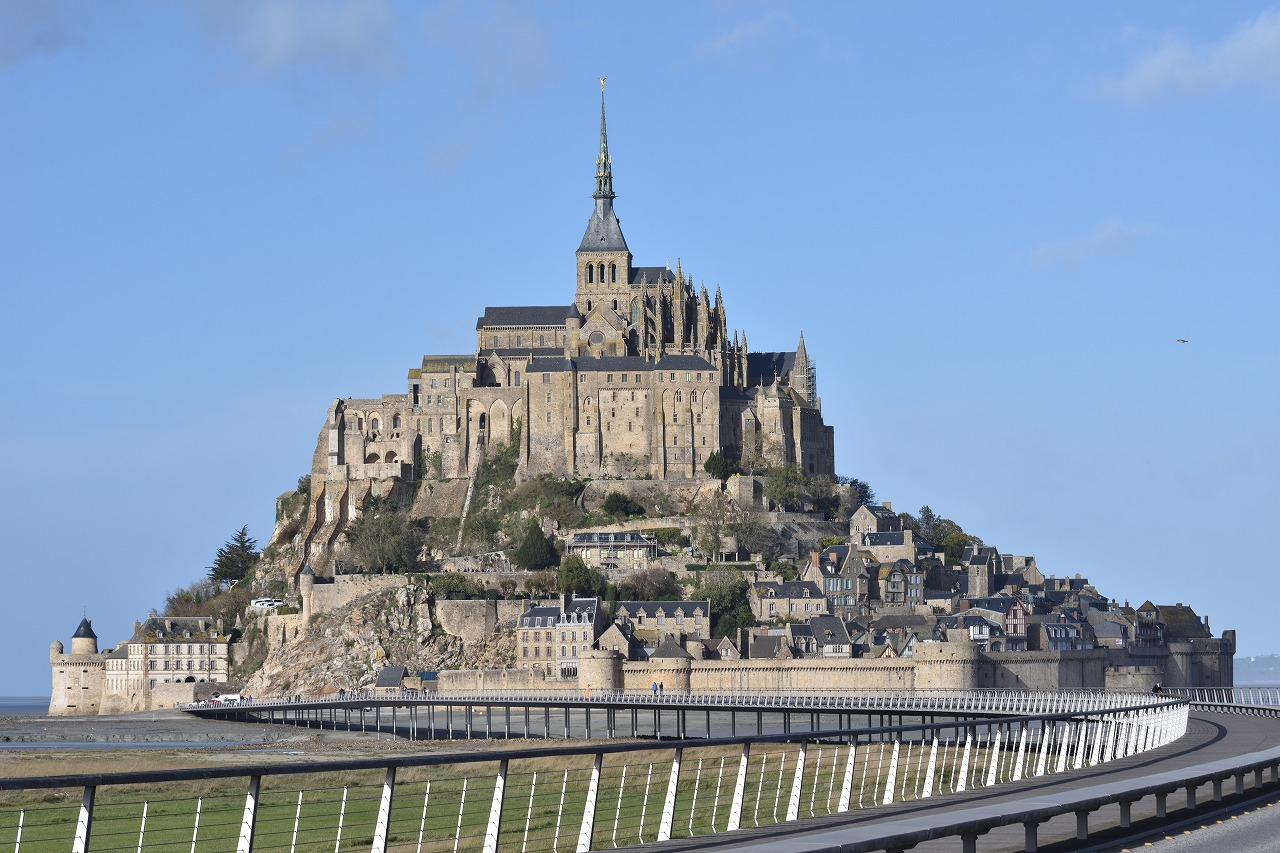
干潮時のモン・サン＝ミシェル。手前は2014年に新たに架け替えられた橋。

海外でもフランスのモン・サン＝ミッシェル観光案内所が、潮位表を公開している。
潮位表が無い時代、モン・サン＝ミシェルは、激しい干満の差により、一気に押し寄せてくる潮に呑まれて亡くなる巡礼者が多く、「モン・サン＝ミシェルに行くなら遺書を置いていけ」という言い伝えが残っているほどの難所であった。しかし、現在は2014年7月22日に架け替えられた橋のによって安全に渡ることができ、潮位表は専ら大潮のときにモン・サン＝ミシェルが完全に海に囲まれる時間を調べるために利用されている。

## 異常潮位
異常潮位とは海流の変動や暖水渦が直接の原因で数10日単位で発生する潮位の異常で潮汐、高潮、津波とは別の現象である。